# جاه بنارد
 جاه بنارد  بالفارسية ( چاه بنارد ) قرية كبيرة تتبع لـالبلدة المركزية (بالفارسية: بخش مركزى ) من توابع مدينة بستك وتقع في محافظة هرمزگان في جنوب إيران. كذلك سميت بــ(شاه بنارد)، قرية عامرة تقع على بعد 30 كيلومراً في شمال شرقي مدينة بستك. بها ضريح العالم الفاضل السيد محمد بن سيد منصور آل قتال.

## حدود قرية جاه بنارد
حدود جاه بنارد: من الشمال طريق كودة بستك، ومن الجنوب زنكارد على يعد 3 كيلومترات، ومن الغرب قرية بست قلات، ومن الشرق تنتهي بـقرية ایلود.

## السكان
يبلغ عدد سكان هذه القرية حسب تعداد السكان لعام 2006 للميلاد، (928) نسمه من أهل السنة والجماعة وعلى المذهب الشافعي. يتكلون الفارسية باللهجة المحلية، لهم مدارس: ابتدائية، والاعدادية والثانوية، وعيادة صحية صغيرة، وعدد 10 برك لحفظ مياه الأمطار. وشكبة المياه والكهرباء، والبريد والهاتف وفرع لبنك صادرات.
- يصف الشاعر معروف الكوخردي « جاه بنارد» في هذه الأبيات بالفارسية قائلاً :

## وصلات خارجية
- التقسيمات الادارية لمحافظة هرمزگان